# Volkstrachten der Albaner

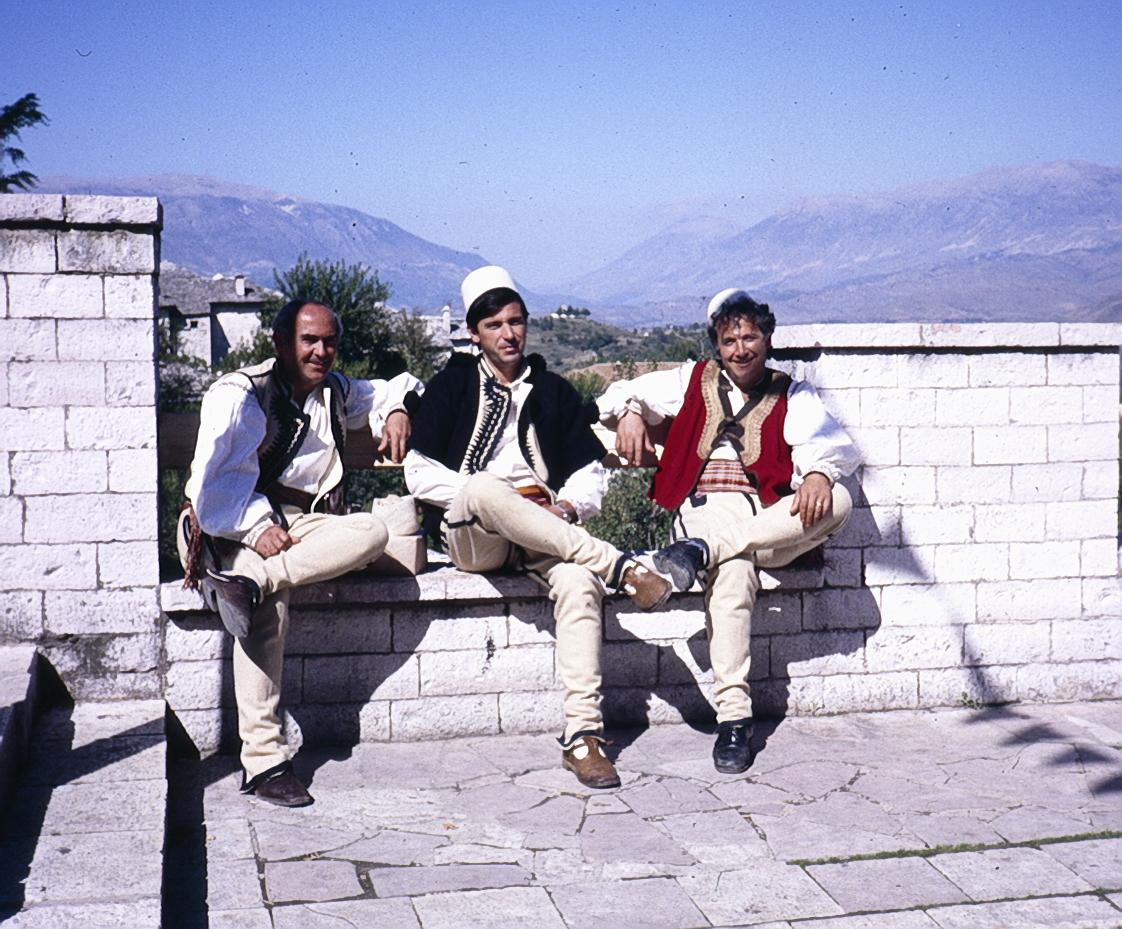
Musiker am Nationalen Folklorefestival mit Tirq und Qeleshe (1988)

Die Volkstracht der Albaner (albanisch Veshjet tradicionale shqiptare „traditionelle albanische Kleidung“; veshjet kombëtare „Nationalkleidung“ oder veshjet popullore „Volkskleidung“) ist die Kleidung, die von den Albanern in allen traditionellen Siedlungsgebieten inner- und außerhalb des Staats Albanien im Alltag und zu besonderen Anlässen getragen wurde, bevor sich westliche Kleidung durchgesetzt hat. Sie zeigt die verschiedenen kulturellen Einflüsse der Gegend und unterschieden sich nach regionaler und gesellschaftlicher Herkunft, Alter, Familienstand, städtischer respektive ländlicher Herkunft sowie Religion.
Die Volkstracht war bis in die 1950er Jahre auch im Alltag noch weit verbreitet. Vor allem bei jüngeren Leuten wurde sie schon seit längerem durch westliche Kleidung ersetzt. Heute werden einzelne Stücke der traditionellen Trachten im Alltag noch von älteren Menschen getragen, ansonsten von Folkloregruppen, an Markttagen und bei besonderen Anlässen. Ältere Männer vom Land tragen zum Beispiel noch oft die Qeleshe, ein rundes Käppchen aus Filz.
Die Trachten haben sich natürlich laufend verändert. Es entwickelten sich verschiedene regionale Typen oder verloren sich auch wieder. Äußere kulturelle Einflüsse wie die Islamisierung und die Osmanische Epoche haben auch Spuren hinterlassen. Nach der albanischen Unabhängigkeit vom Osmanischen Reich im Jahr 1912 ist der Einfluss westlicher Moden stärker geworden.

## Wichtige Kleidungsstücke

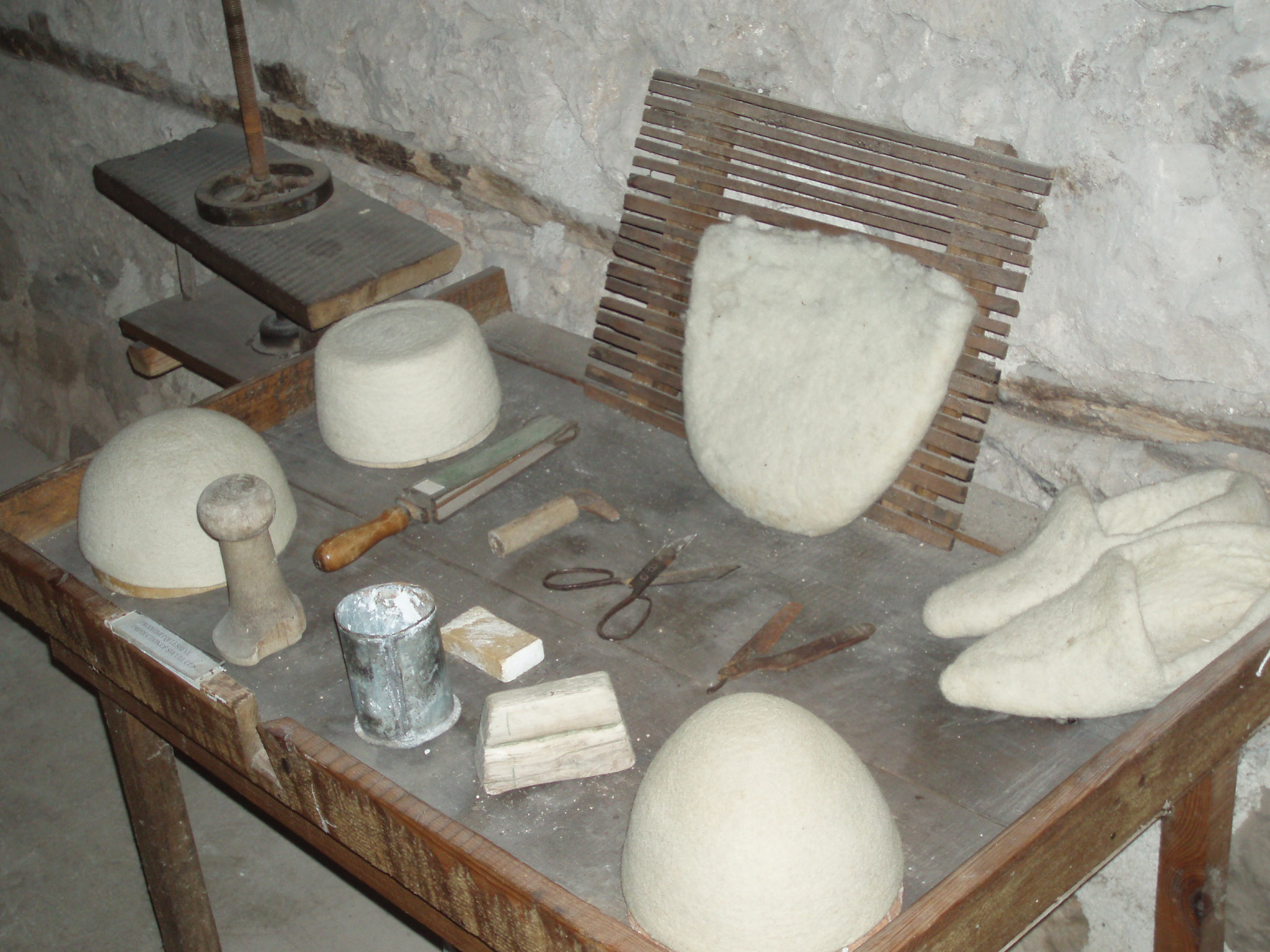
Verschiedene Typen der Qeleshe im ethnografischen Museum von Kruja

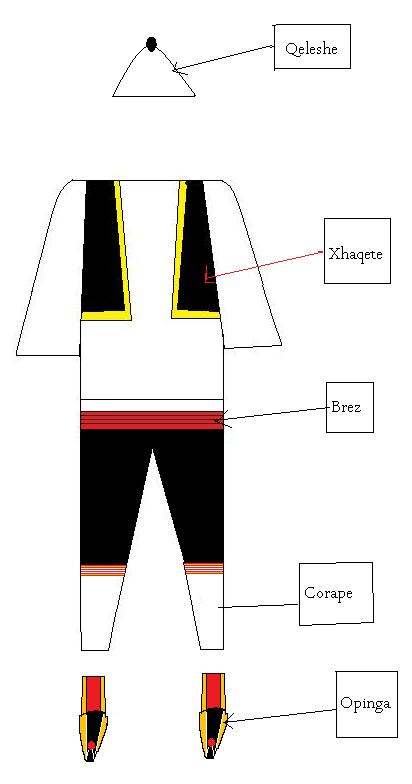
Schematische Darstellung einer Tracht aus der Labëria

Die Kleidung bestand vornehmlich aus Produkten der lokalen Landwirtschaft und Viehzucht: Leder, Wolle, Flachsfaser, Hanffaser und Seide. Für einzelne Kleidungsstücke wie die Fustanella war man aber schon von Beginn an auf Importe der Stoffe aus dem Ausland angewiesen.
Zu den wichtigsten Teilen der Kleidung gehören (albanische Aussprache in IPA-Lautschrift daneben):
- Kopfbedeckung:
  - Qeleshe [cɛˈlɛʃɛ] oder Plisi: weiße Filzkappe für Männer aus Mittel- und Nordalbanien sowie dem Kosovo. Sie ist in Mittelalbanien (Tirana, Durrës, Kavaja) kegelförmig, in Nordalbanien flach und im Kosovo und Nordalbanien rund. In Nordalbanien und im Kosovo wird sie oft auch mit einem Schal oder weißem oder farbigem Tuch umwickelt.
  - Fes (albanisch Fez [fɛz]): Ursprünglich türkischer Filzhut für Männer, der oben flach und meistens rot ist.
  - Qylafë [ˈcylaf]: hohe Wollkappe aus Südalbanien für Männer.
  - Kapica [kaˈpitsa]: Kappe aus Samt für Frauen.
  - Lang, schmale Kopftücher, die verschiedene Namen haben: peshqira, riza, marhamë, pashnik usw.
  - Lëvere [ləˈvɛɾɛ]: rechteckige Kopftücher.
  - Kryqe [ˈkɾycɛ]: quadratische Kopftücher.

- Oberkörper:
  - Xhoka [ˈdʒɔka]: wattierter Wollmantel (allgemein für Mantel, dolloma und cibun sind auch xhoka).
  - Dollama [dɔˈɫɔma]: knielanger, vorne offener Filzmantel.
  - Cibun [tsiˈbun]: breiter Umhang.
  - Mintan [minˈtan]: Sakko mit langen, engen Ärmeln.
  - Xhurdi [ˈdʒuɾdi] oder Jakuce [jaˈkutsɛ]: halblanger Sakko, manchmal mit Zotteln an den Ärmeln.
  - Kraholi [kɾaˈhɔli]: Weste.

- Schärpe (albanisch Brez): Um die Hüfte wird bei Männern und bei Frauen fast immer eine Schärpe gebunden. Gerade bei Männern war es oft das einzige bunte Kleidungsstück und hielt zudem die Kleidung zusammen. Männer steckten oft auch ihre Waffen dort hinein oder an nebst allen möglichen anderen Gegenständen wie Patronentaschen, Uhren, Zigarettenspitzen, Löffeln und Esswaren. Oft banden Männer über die Schärpe noch einen Patronengurt.[3] Wichtig war, die Schärpe sorgfältig zu binden. Vor allem galt es als Schande, die Schärpe vor Fremden abzulegen. Ein Mann, der seine Schärpe nicht sorgfältig gebunden hatte, galt als streitsüchtig – er riskierte damit, dass ihm jemand aus Versehen drauftritt, was einer Entehrung gleichkam.[4] Das Schmücken der Schürpen durch Metallplatten und Metallschnallen war bei Frauen und Männern üblich.[2]
 Es werden verschiedene Typen unterschieden:
  - Die Schärpe me rrema, die aus mehreren Wollkordeln besteht.
  - Schärpen aus gewobener Wolle.
  - Kërdhokla [kəɾˈðɔkla]: Frauenschärpe aus verschiedenen Filzstreifen, die mehr einem Gürtel gleicht.
  - Verschiedene Gürtel aus Leder für Frauen.
  - Metallschärpen, die aber nur in den reichsten Familie gebraucht wurden.
  - Silah: Lederschärpe für Männer, die über der normalen Schärpe getragen wurde.

- Schürze (albanisch Futa): Für Frauen waren eine oder mehrere Schürzen (albanisch përparje, paranik, futare, barkore, peshqir etc.) – über dem Rock getragen – obligatorisch. Neben der praktischen Funktionen hatte die Schürze auch die symbolische Aufgabe, die Genitalien zu verdecken.[5] Abhängig von der Region und der Funktion waren die Schürzen einfarbig oder aufwendig verziert, zum Teil mit symbolischen Zeichen oder mit Fransen versehen. Oft sind die Schürzen trapezförmig.[6]
  - Përparjet oder paranik: Schürze, die vorne getragen wurde.
  - Mbrapanikët oder pështjellak: Schürze, die hinten getragen wurde.

- Unterkörper:
  - Fustanella [fustaˈnɛɫa]: Faltenrock für Männer.
  - Tirq [tiɾc]: enge, lange Filzhosen für Männer.
  - Brekusha [bɾɛˈkuʃa]: zu den Breeches ähnliche Hosen für Männer und Frauen.
  - Xhubleta [dʒuˈblɛta]: Glockenrock für Frauen.
  - Mbështjellëse [mbəʃtjɛˈɫəʃɛ]: vorne offener Rock für Frauen.

- Schuhe:
  - Opingat [ɔˈpiŋgat]: Opanke; eine Art Sandalen, die Ähnlichkeit mit dem Bundschuh haben.

## Trachten der Männer

### Die Tracht mit der Fustanella

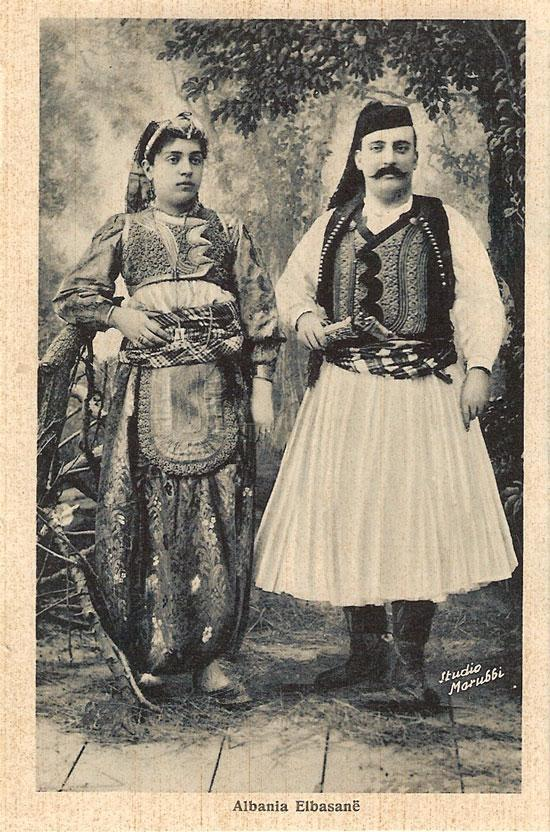
Mann mit Fustanella und Frau aus Elbasan

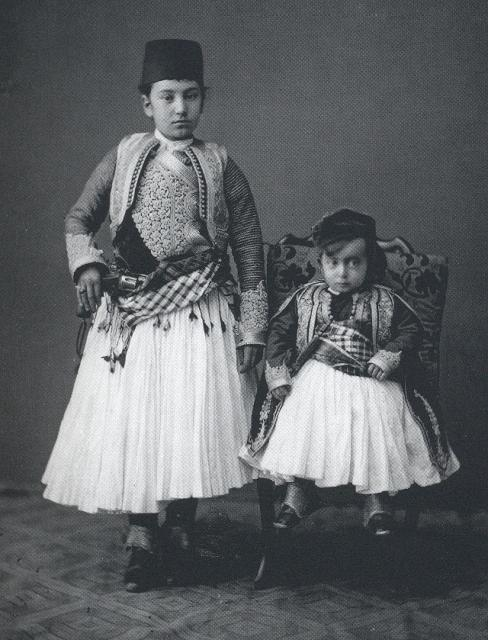
Zwei Knaben aus der Shkodraner Oberschicht im späten 19. Jahrhundert mit Fustanella

Die unter den albanischen Männern am meisten verbreitete Kleidung war die Fustanella (albanisch auch fustan). Die Fustanella war in weiten Teilen des Balkans verbreitet, insbesondere auch bei den Griechen, Mazedoniern, Rumänen und Bulgaren. Nationalisten auf allen Seiten behaupten, dass die Fustanella von ihrem Volk „erfunden“ und von den anderen „gestohlen“ worden sei. Wo und wann genau das Kleidungsstück aufgekommen ist, ist nicht klar.
Die Fustanella ist ein als Faltenrock ausgeprägter Männerrock. Meistens war sie weiß. Bei einigen Freischärlern, die sich als Banditen oder Freiheitskämpfer betätigten, waren auch dunkelbraune und schwarze Fustanella üblich – andere zogen zwar in Hosen in den Krieg, wählten aber auch dort zur besseren Tarnung nicht das traditionelle weiße Beinkleid. Variiert hatte die Länge des Rocks: meist bis zum Knie, aber auch länger oder kürzer. Kürzere Röcke trugen vor allem Knaben, längere Röcke waren bei der Oberschicht üblich.
Zur Fustanella trug man ein Hemd, das bis zur Hüfte ging und meist weite Ärmel hatte. Darüber wurde je nach Jahreszeit eine Weste und ein Sakko, der aus Filz, Stoff oder Samt war, getragen worden. Je nach sozialer Schicht waren diese aufwendig verziert. Bei kaltem Wetter gehörte auch noch ein langer, weißer Wollmantel (albanisch Flokata) dazu. Unter der Fustanelle wurden lange Unterhosen aus Stoff und eine Art Filzgamschen (albanisch Kallcik oder Tosllukët) getragen. Dazu gehörte noch eine Schärpe aus Wolle, die um die Hüfte gebunden wurde, Opanken und verschiedene Kappen.
Bis zum Beginn des 20. Jahrhunderts verbreitete sich die Fustanella in fast ganz Albanien. Sogar in Volksliedern wird sie erwähnt – eines handelt von einem Bauern aus dem albanischen Hochland, der während der Türkenherrschaft zum Militärdienst eingezogen wurde:

„Ich drehte mich um und schaute die Berge an
 über alles überrascht
 dass ich die Fustanella ablegen muss
 und mich in türkischen Hosen kleide“

In einem anderen Lied heißt es:

„Oh Vladika, Sohn einer montenegrinischen Mutter
 ziele nicht mit deinem Gewehr auf Vranina
 Du kennst die Fustanella-Träger [die Albaner] nicht
die die Schießscharte mit ihren Händen schliessen.“

In gewissen Regionen wurde die Fustanella jedoch nur von der Oberschicht getragen, bei der Länge und Dekorierung der Fustanella schon fast absurde Ausmaße angenommen hatten. Der französische Konsul Hecquard berichtete beispielsweise in der Mitte des 19. Jahrhunderts, dass die Männer aus der Oberschicht von Shkodra Fustanella mit 500 bis 750 Falten trugen. Im frühen 20. Jahrhundert trug die Oberschicht Fustanella, die wegen ihrer Länge und Größe so schwer waren, dass die Männer kaum mehr damit gehen konnten. So schrieb die Britin Edith Durham im Jahr 1913:

„Der Rock der Barbaren hat sich in Albanien zu einem weiten, unbeweglichen Kilt entwickelt, und der mohamedanische Bey torkelt in einer unpraktischen Fustanella, die bis zu seinen Knien geht, durch die Gegend. Er kann nicht arbeiten, solange er die Fustanella trägt, und man sagt, dass er die Fustanella trägt, gerade damit er nicht arbeiten muss. Vierzig Meter Stoff sind für das kolossale und lächerliche Gewand nötig.“

Das war vermutlich der Grund, weshalb die Fustanella mit dem einsetzenden 20. Jahrhundert sehr rasch aus der Mode gekommen ist. Schon im Jahr 1910 berichtet der ungarische Balkanreisende und Albanologe Franz Nopcsa, dass die Fustanella aus dem Hochland von Nordalbanien verschwunden sei. Die Menschen berichteten aber, dass sie 50 Jahre früher noch getragen worden sei. Nach der Unabhängigkeit von Albanien im Jahr 1912 wurde die Fustanella auch von der Oberschicht nicht mehr getragen und war bis 1920 als Alltagskleidung fast gänzlich verschwunden. Allerdings wurde sie in vielen Regionen noch zu Hochzeiten getragen und wurde extra für diesen Anlass angefertigt.

### Die Tracht mit demTirq
Ersetzt wurde die Fustanella oft durch den Tirq, der heute als prototypische albanische Tracht generell gilt. Beim Tirq handelt es sich um eine enge Filzhose, die meistens weiß ist, manchmal auch dunkelbraun oder schwarz. Entlang der Seitennähte und um die Hosentaschen rum sind sie mit schwarzen Linien verziert. Je nach Region und vor allem je nach sozialer Schicht waren diese unterschiedlich aufwendig. Insbesondere die Hosen aus der Gegend von Elbasan und der reicheren Muslime in Shkodra waren bekannt für besonders aufwendige Dekoration.
Oft wurde über dem Tirq – vor allem gegen Kälte – noch Filzgamaschen getragen. Am Oberkörper trägt man meist ein weißes Hemd mit langen, weiten Ärmeln. Dazu gehört noch der Mintan oder eine Weste, die auch mit schwarzen oder goldigen Stickereien verziert ist. Um die Hüfte bindet man eine farbige Schärpe, in der oft die Waffe hineingesteckt wurde. Der Kopf wird meist von einer Qeleshe bedeckt.
Im Gegensatz zur Fustanella, die im südlichen Balkan weit verbreitet war, findet sich der Tirq fast nur bei den Albanern – vereinzelt noch in Rumänien und Bulgarien. Ursprünglich kommt die Tracht aus Nordostalbanien, von wo aus sie sich im 19. Jahrhundert bis nach Südalbanien verbreitet hat: Im späten 19. Jahrhundert wurde sie im Hochland von Shkodra übernommen, danach in der Mirdita etwas südlicher, und bis 1912 bis nach Librazhd und Pogradec in Südostalbanien. Schlussendlich hat sich der Tirq noch weiter nach Süden bis Berat verbreitet. Die Ausbreitung hat sich bis in die 1950er Jahre fortgesetzt, als die traditionellen Trachten immer mehr durch westliche Kleidung ersetzt worden ist.

### Die Tracht mitDollama

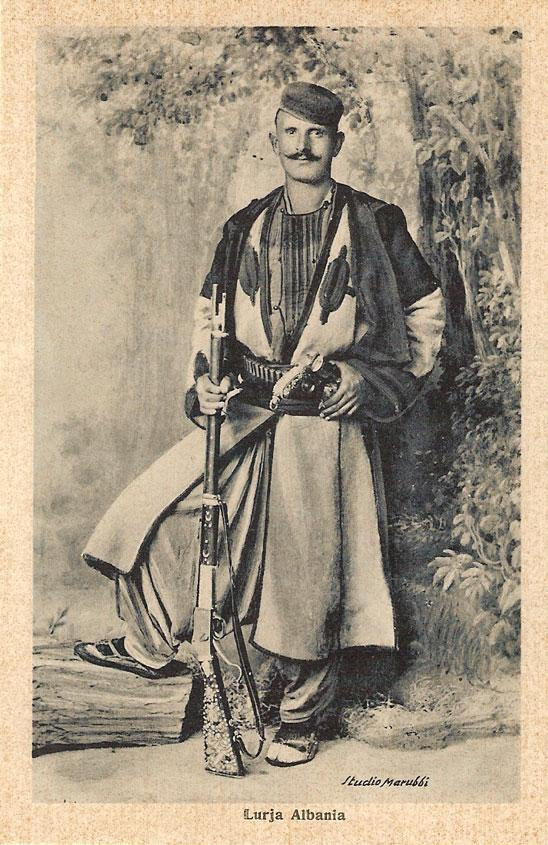
Mann mit Dollama (Filzmantel) und Xhurdia (Sakko) aus Lura

Die wesentlichen Kleidungsstücke dieser Tracht ein langes Hemd, das bis unter die Knie geht, und ein langer Mantel aus weißem Filz (albanisch Dollama). In der wärmeren Jahreszeit trugen die Männer oft auch nur den Mantel ohne Hemd. Darüber wurde in Nordalbanien noch die Xhurida, ein enger Sakko aus Filz oder Wolle, getragen und im Süden der Cibun, ein weiter Wollmantel, der ab der Hüfte breiter wird. Am Unterkörper gehören über den Unterhosen noch Gamaschen, Pluderhose oder Breeches (albanisch Brekusha) dazu. Um die Hüfte wird die typische Schärpe gewickelt.
Die Tracht mit langem Filzmantel kam auch in anderen Gegenden Südosteuropas vor. Bei den Albanern war sie im Süden vor allem unter den orthodoxen Bauern verbreitet – die Oberschicht und Moslems trugen eher die Fustanella. In Nordalbanien wurde die Tracht schon ab Mitte des 19. Jahrhunderts kaum mehr getragen. Sie wurde mehr und mehr durch die Tracht mit der Filzhose Tirq ersetzt. Allerdings wurde der Mantel und vor allem der Sakko Xhurdia beibehalten.

### Die Tracht mitBrekushe

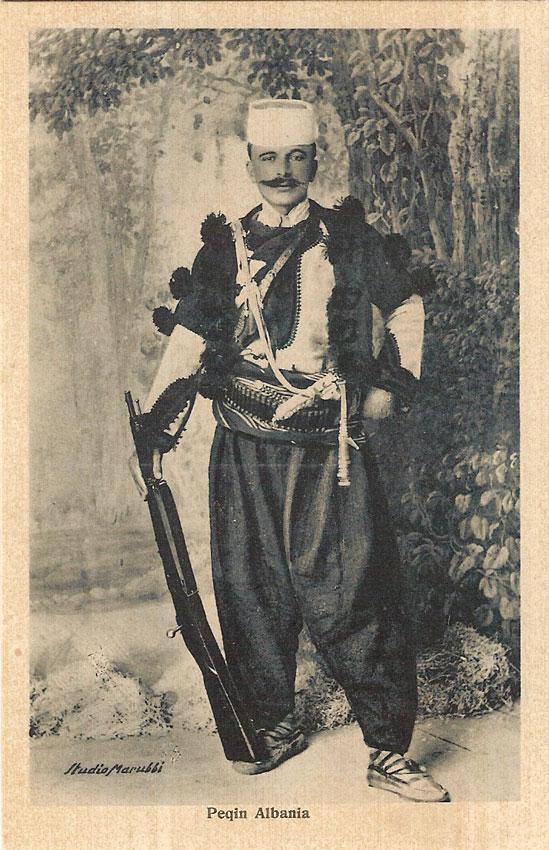
Mann aus Peqin mit schwarzer Brekushe

Das besondere dieser Tracht sind die Brekushe, eine Art Breeches, also weite Hosen, die nach unten enger werden. Sie erinnern an die türkische Pluderhose, haben aber einen anderen Schnitt, der sie deutlich von der Pluderhose unterscheidet. Letztere war in Albanien ebenfalls verbreitet und wurden dort Shallvare genannt. Die Brekushe sind meistens weiß, braun oder schwarz. Kombiniert wurden sie oben meist mit der Xhurdia, einem halblangen Sakko, die mit Zotteln und Stickereien verziert ist. Um die Hüfte wurde die obligatorische Schärpe gewickelt.
Diese Kleidung war meist Arbeitskleidung oder die Tracht der einfacheren Leute im Gegensatz zur Fustanella, die bei besonderen Anlässen oder von der reicheren Schicht getragen wurde. Ursprünglich war sie vor allem in Mittelalbanien in den Gegenden um Shijak, Kavaja, Tirana und Kruja sowie in der Region Mat verbreitet, aber auch in Nordalbanien als Sommerkleidung. Im Süden bei Lushnja und Berat hat sich die Tracht auch gegen die Fustanella durchgesetzt.

### Die Tracht mitPoture
Das wesentliche Merkmal dieser Tracht ist die Poture, eine Art Kniebundhose. Sie ging bis zu den Knien und war oben weit. Es gab sie aus Stoff und Filz, letztere waren etwas weniger weit. An der Wade trug man meist eine Art Gamaschen, die Kalce. Am Oberkörper trugen reichere Personen eine Weste aus teurem, dunkelblauem Stoff, die in ärmeren Schichten durch eine Filzweste ersetzt wurde. Typisch für diese Tracht ist auch die Qeleshe in Kegelform.
Die Tracht war in weiten Teilen Südalbaniens um Saranda, Vlora, Gjirokastra, Lushnja, Berat und Korça verbreitet, wo sie die Fustanella verdrängte. Die Hose bestand in einfacher Variante aus weißem Wollstoff, in gewissen Regionen war sie dunkelblau.

## Trachten der Frauen
Die Frauentrachten sind vielfältiger, farbenreicher und aufwendiger als die Männertrachten. Filigrane Schmiedearbeiten – mehrheitlich aus Silber – wurden nicht nur an Ohren und Finger sowie um den Hals getragen, sondern zierten als Ketten, Schnallen, Knöpfe und Broschen auch die Westen, Jacken, Kappen und insbesondere die Schärpen und Gürtel. Viele Schmuckstücke waren mit Münzen versehen und dienten auch als Notgroschen.

### Die Tracht mit langem Hemd undXhoka

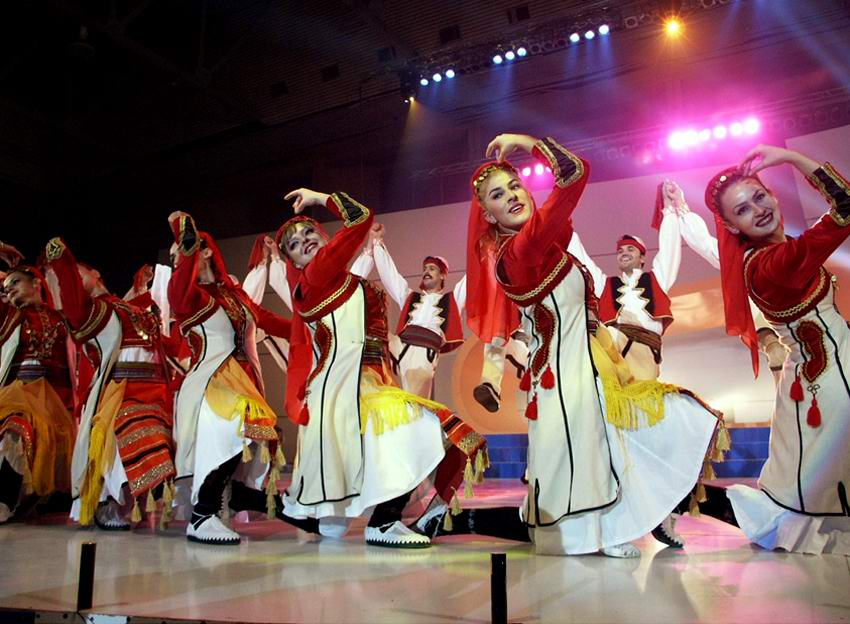
Frauentracht mit einem langen Filzmantel (Kosovo)

Am weitesten verbreitet war eine Tracht mit langem Hemd, Schürze, einem Woll- oder Filzmantel (albanisch Xhoka) und einer Schärpe. Die Xhoka ist recht kurz und je nach Bedarf durch ein zusätzliches Oberteil wie den Mintan oder eine Dollama ergänzt worden. Dazu gehörte meistens ein Kopftuch.
Die Tracht wurde von Südalbanien bis nach Montenegro und Kosovo in vielen Varietäten, aber auch in anderen Gebieten Südosteuropas getragen: Man findet sie von Kroatien sowie von Ungarn im Norden über Serbien und Bosnien bis nach Griechenland, Bulgarien und Rumänien.
Regional unterscheidet sie sich vor allem durch den Schnitt und die Länge des Hemds und des Mantels. In den meisten Gegenden geht das Hemd bis zum oder bis unters Knie. Außerdem unterscheidet sich die Form, die Farben und das Muster der Schürze. So war in der Gegend von Pogradec eher eine einfarbige Schürze verbreitet, in der Gegend von Elbasan hingegen mehr eine Wollschürze mit farbenfrohen Motiven. Besonders groß war die Schürze in der Küstenebene.
In der Mirdita, im Mat-Tal, rund um Tirana und Kruja sowie in Dibra trägt man zusätzlich zum langen Hemd einen weißen, ärmellosen Filzmantel, der so lange ist, dass oben nur noch rund zehn Zentimeter vom Hemd sichtbar sind.
Ein zweiter Typ dieser Tracht hatte anstelle einer Schürze gleich zwei: hinten die Pështjellak und vorne die Paranik. Es handelt sich dabei vermutlich um eine ältere Form dieser Tracht. In Nordalbanien ist diese Form noch in der Gegend von Shkodra belegt, im Süden in den Regionen Vlora sowie Saranda und bei den Albanern Griechenlands. Im Norden war dies zum Teil die Sommerkleidung, die im Winter durch die Xhubleta ersetzt wurde.

### Die Tracht mit derXhubleta
Eine andere wichtige Frauentracht ist vor allem im nördlichen Hochland von Albanien, in den albanischen Siedlungsgebieten in Montenegro und der Region Rugova in Westkosovo verbreitet: die Tracht mit einem Glockenrock (albanisch Xhubleta), der nach unten breiter und steif wird. Die Xhubleta wird meist aus dicken Filzstreifen hergestellt, die sich mit geflochtenen Schnüren abwechseln. Im Gegensatz zur weiten Xhublete hat die enge Xhubleta nur einige wenige solcher Streifen am unteren Ende und besteht oben aus Wollstoff. Die Fertigung aus solch vielen Einzelteilen war sehr aufwendig. Ab den 1930er Jahren wurde die Xhubleta von einem Stoffrock verdrängt und nur noch zu besonderen Anlässen getragen.
Gehalten wird die Xhubleta von zwei über die Schultern getragenen Filzriemen und einem Gürtel. Kombiniert wird sie oben mit einer kurzen Bluse (albanisch Gryka), einem langärmligen Mintan und einer Weste mit Wollfransen (albanisch Kraholi). Dazu werden zwei Schürzen in der Form von Trapezen getragen, die Paranik vorne und die Pështjellak hinten. Auf letztere wurde aber öfters verzichtet. Schließlich gehört noch eine rund 20 Zentimeter breite Schärpe aus Filz, die Kërdhokla, zur Tracht. An den Füssen wird eine Art Gemaschen getragen, die ebenfalls aus Filz sind. Als Kopfbedeckung dient oft eine Kappe aus Samt (albanisch Kapica) und ein Kopftuch (albanisch Ruba). Die Kapica der erwachsenen Frau wurde mit aufwendigen Metallornamenten verziert.
Die Xhubleta ist heute meist schwarz mit wenig weiß und rot oder lila. Es gibt aber Berichte aus dem 18. Jahrhundert, in denen viel buntere Versionen der Xhubleta beschrieben werden. Noch im 19. Jahrhundert war die Xhubleta-Tracht aufwändig verziert und hatte auch orange, rotviolette und violette Streifen nebst den schwarzen und weißen.

„Weder der Pfau noch der Regenbogen tragen solche Farben, wie die Xhubleta der Frauen des Berglands“

Es gibt Hinweise, dass die Vorläufer der Xhubleta schon im Altertum in der Region verbreitet waren: Darstellungen von Kleidung auf antiken Tongefäßen haben Ähnlichkeit mit der Xhubleta. Mit dieser These versuchen Nationalisten zu beweisen, welches Volk zuerst in der Region ansässig war.
Die Xhubleta wurde 2022 von der UNESCO in die Repräsentative Liste des Immateriellen Kulturerbes der Menschheit aufgenommen. Die UNESCO würdigt neben den farbenvollen Motiven insbesondere den aufwändigen Herstellungsprozess. Leider wissen nur noch wenige Menschen, wie die Xhubleta hergestellt wird.

### Die Tracht mit derMbështjellëse
Kennzeichen dieser Tracht ist ein weiter Rock, der vorne offen ist und Mbështjellëse genannt wird. Am Oberkörper trägt die Frau ein Hemd, das bis zur Wade ging. Darüber zieht man die Mbështjellëse an und hält sie mit einer Schärpe um die Hüfte zusammen. Dazu gehören eine Weste oder ein Sakko und meist ein Kopftuch. Oft wird auch eine Schürze getragen.
Die Tracht ist in den Gegenden von Lezha, Tropoja, Kukës, Gjakova und Prizren verbreitet gewesen. Eine ähnliche Tracht gibt es auch in Bulgarien, Serbien und Rumänien.

### Die Tracht mit derBrekusha
Die Brekusha der Frauen hat den gleichen Schnitt wie diejeniger der Männer, als eine Art Breeches: eine weite Hose, die nach unten enger wird. Es handelt sich hierbei eher um eine neuere Variation, die vor allem nach 1912 in Mittelalbanien um Tirana, in der Region Mat, in Librazhd und Elbasan als Arbeitskleidung übernommen wurde. Abgesehen von der Brekusha war die Tracht fast identisch mit der älteren Kleidung mit Schürze: Am Oberkörper trägt man überm Hemd eine Weste oder einen Mintan. Auch die Schürze wurde übernommen und über der Brekusha getragen worden.

### Die Tracht mit Wickelrock
Der Wickelrock bestand aus zwei Stoffstücken aus Leinen, Baumwolle oder Wolle, die in der Hüfte festgegurtet wurden. Kombiniert wurde er mit einem weißen Hemd und einer Schürze.
Diese Tracht war regional kaum verbreitet. Getragen wurde sie insbesondere in den Gebieten südlich von Shkodra entlang des Drin (Zadrima) und in einigen Gebieten im Kreis Kukës. Der Stoff unterscheidet sich im Faltenwurf, Zuschnitt und Festigkeit und war meist schwarz oder weiß.

## Unterschiede nach Funktion, Zivilstand und Religion
Meistens wurden bei Arbeitstätigkeit und für festliche Anlässe verschiedene Kleidung getragen. Die Alltagskleidung war meist eine vereinfachte Version der guten Kleider, die aus weniger teurem Material bestand und weniger aufwendig verarbeitet war. Die edle Tracht wurde zu Besuchen, an Feiertagen und Festen getragen und verfügte über reichere Ornamente und mehr Schmuck. Das aufwendigste Kleid war das Brautkleid. Zur Mitgift der Braut gehörten drei bis sieben verschiedene Trachten, die für verschiedene Anlässe bestimmt waren. Bei den Arbëresh in Italien hat eine Braut drei Trachten erhalten: Alltagskleidung, Sonntagskleider und besondere Festkleidung für Hochzeiten oder Feiertage. Ärmere Menschen wechselten manchmal die Seite der Kleidung: Die Innenseite wurde zum Arbeiten getragen, die Außenseite wurde für besondere Anlässe geschont. In einigen Gegenden unterschied sich die Alltagskleidung aber auch komplett von der Festtagstracht. Dies war insbesondere der Fall, wenn westliche Kleidungsstücke übernommen worden sind. So haben in den 1930er Jahren die Frauen in der Malësia e Madhe im Alltag einen schwarzen Stoffrock getragen und für besondere Anlässe die Xhubleta, die früher zur Alltagskleidung gehört hatte.

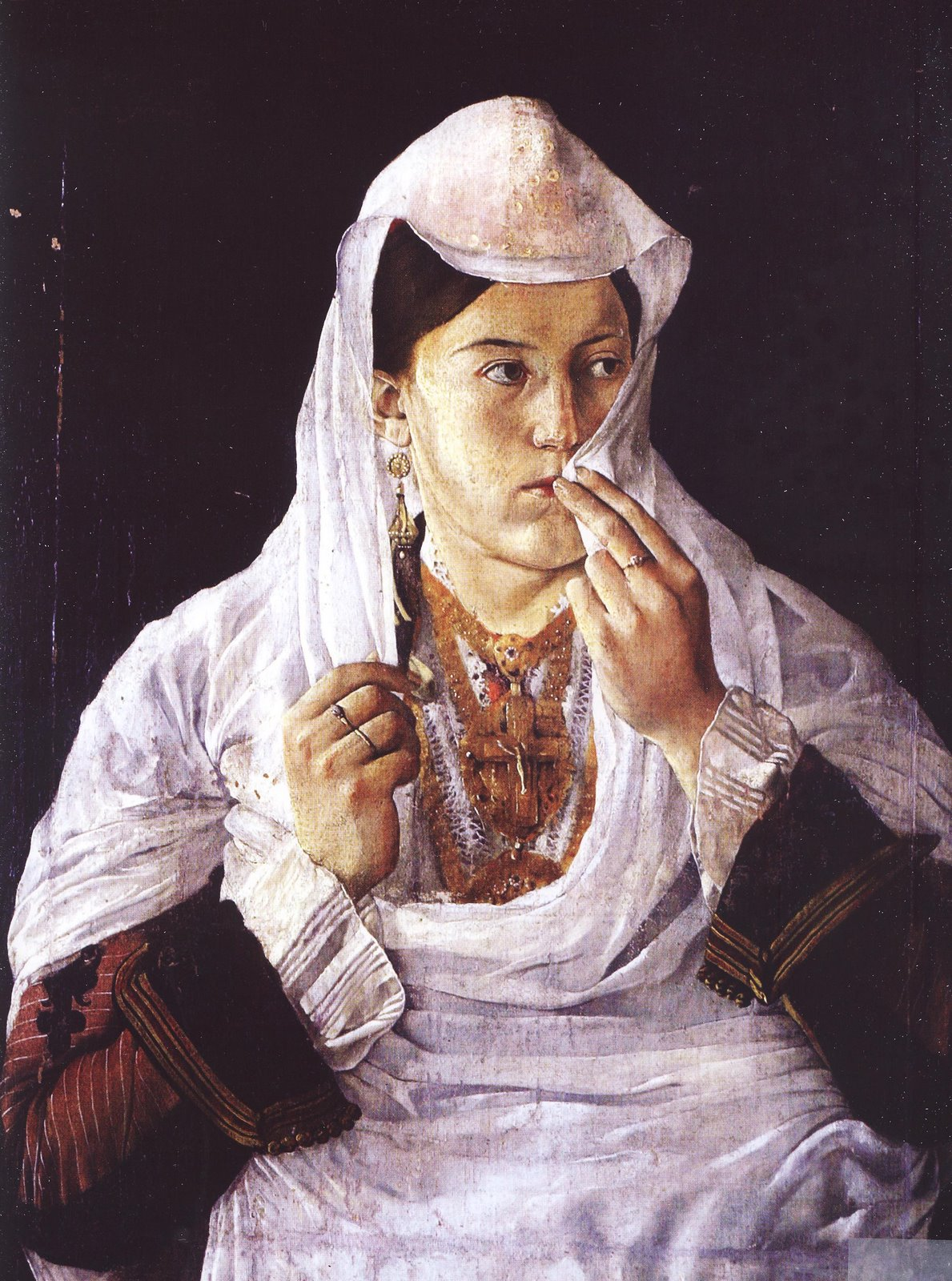
Kolë Idromeno: Motra Tone (Schwester Tona, 1883)

Mädchen und Knaben waren bis zum neunten oder zehnten Lebensjahr gleich angezogen. Knaben haben danach meist die reguläre Tracht getragen, die aber weniger aufwendig war. Für Mädchen gab es aber ab der Pubertät eine besondere Tracht, die möglichst einfach und farblos war. So trugen Mädchen zum Beispiel in der Mirdita bis zum zwölften Altersjahr eine rote Schärpe und danach bis zur Hochzeit eine schwarze. Bis zum 12. Altersjahr trugen die Mädchen ihr Haar kurz. Ab dann ließen sie es wachsen, verdeckten es aber bis zur Hochzeit vorsichtig. Die Mädchenkleider wurden nach der Hochzeit nicht mehr angezogen und durch die prächtige Erwachsenenkleidung aus der Mitgift ersetzt. Für die Hochzeit hat man die prächtigste und teuerste Kleidung, die sich die Familie leisten konnte, angeschafft. Frau und Mann durften sich an diesem Tag zum ersten Mal in der Tracht der Erwachsenen kleiden. Frauen trugen bei der Hochzeit fast überall zusätzliche Kleidung. Am weitestens verbreitet war der Duvak, ein Stück Stoff, das die Braut über dem Kopf trug. Ursprünglich ging er bis zur Hüfte, hat aber oft auch nur symbolisch das Gesicht verschleiert. Der Mann trug öfters einen besonderen Umhang.

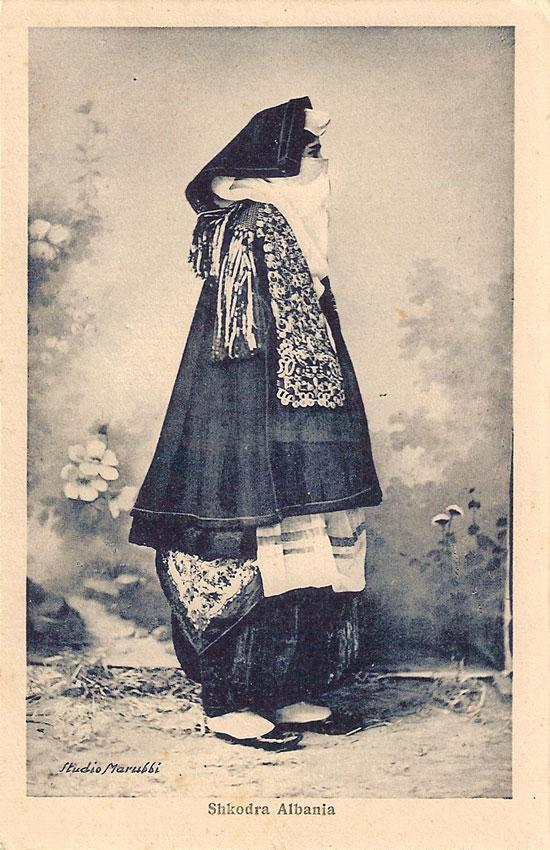
Frau aus Shkodra mit Schleier (frühes 20. Jahrhundert)

Eingeschworene Jungfrauen, die durch ihren Verzicht auf Heirat und Geschlechtsverkehr praktisch den Männern gleichgestellt waren, trugen die gleiche Kleidung wie Männer oder eine Mischung aus Frauen- und Männerkleidung. In der Malësie e Madhe und in der Mirdita waren sie wie die Männer mit der Tirq-Hose bekleidet. Im Dukagjin und im Kosovo trugen sie zwar die Xhubleta der Frauen, aber einen Umhang und eine Kappe wie die Männer.
In Nordalbanien hat ein Mann, der seine Frau verstieß, die Fransen von ihrer Schürze oder von ihrer Schärpe abgeschnitten.). Dies nannte man Schneiden der Fransen (albanisch prerja e thakut) und zeigte allen, dass die Frau geschieden wurde. Witwen zeigten ihren Zivilstand mit einfacherer Farbe und weniger Schmuck. Bei Männern war der Zivilstand weniger deutlich an der Kleidung ersichtlich. Ältere Menschen verzichteten generell immer mehr auf aufwendige Verzierungen. Im fortgeschrittenen Alter war einfarbige – weiß oder schwarz – Kleidung üblich. Tote wurden in ihren besten Kleidern bestattet.
Die soziale Herkunft zeigte sich nicht nur in der aufwendigen Ausführung, sondern mancherorts wie in Shkodra auch in der Farbe des Mantels (Dollama). Unterschiede gab es auch zwischen Christen und Moslems, wobei die Moslems mehr orientalische Einflüsse übernommen haben. Dies war allerdings insbesondere in den Städten der Fall; auf dem Land waren die Unterschiede zwischen christlichen und muslimischen Bauern weniger groß und betraf vor allem den Schmuck und die Farbe der Kleidung. Jedenfalls waren die Abweichungen groß genug, damit man den Glauben einer Person gleich erkennen konnte. In den Städten hat der orientalische Einfluss auch die Christen betroffen: So war es in Shkodra auch für städtische katholische Frauen üblich, sich zu verschleiern.

## Städtische und westliche Kleidung

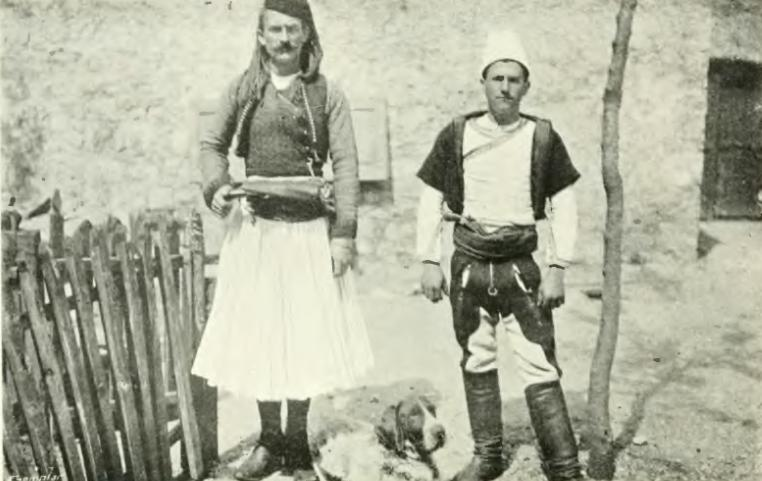
Städtische Kleidung aus Shkodra, 1904

In den Städten wurden zum Teil spezielle Kleidung getragen. Sie zeigte mit feinen Stickereien und importierten bunten Stoffen meist einen stärkeren türkisch-orientalischen Einfluss als ländliche Kleidung. In Südalbanien trugen Frauen meist einen Rock und einen Sakko aus aufwendig und mit Goldfaden besticktem violettem Samt. Die Katholikinnen in Shkodra trugen die Brandareka, eine besondere weite Pluderhose, die mit einer roten Weste kombiniert wurde. Pluderhosen mit Jacke oder Dolloma und Weste, die reich bestickt waren, wenn es der Besitzer vermag, waren generell kennzeichnend für die städtische Tracht.
Ende des 19. Jahrhunderts begann die Mittel- und Oberschicht in den Städten – besonders in Südalbanien – allmählich, westliche Mode zu übernehmen. Bis zur Unabhängigkeit Albaniens im Jahr 1912 wurden aber vor allem noch die verschiedenen Trachten getragen. Nebst zu Hause hergestellter Kleidung gab es auch damals schon auf den Märkten Trachten und in Fabriken hergestellte Stoffe zu kaufen. Schneider und Opankenmacher gab es zumindest in den Städten. Nach der Unabhängigkeit Albaniens ist besonders die orientalische Kleidung rasch verschwunden. Länger orientalischen Kleidung zu tragen wurde als Zeichen einer konservativen Haltung und Mangel an Patriotismus angesehen. Im Jahr 1929 hat die Regierung sogar ein Gesetz erlassen, das den türkischen Fes als Kopfbedeckung und den Schleier für Frauen verbot. In den weniger wohlhabenden Schichten hat es aber auch eine Rolle gespielt, dass westliche, in Fabriken produzierte Textilien und Kleidung wesentlich billiger und einfacher herzustellen waren, als Kleider, die man selber fertigte.

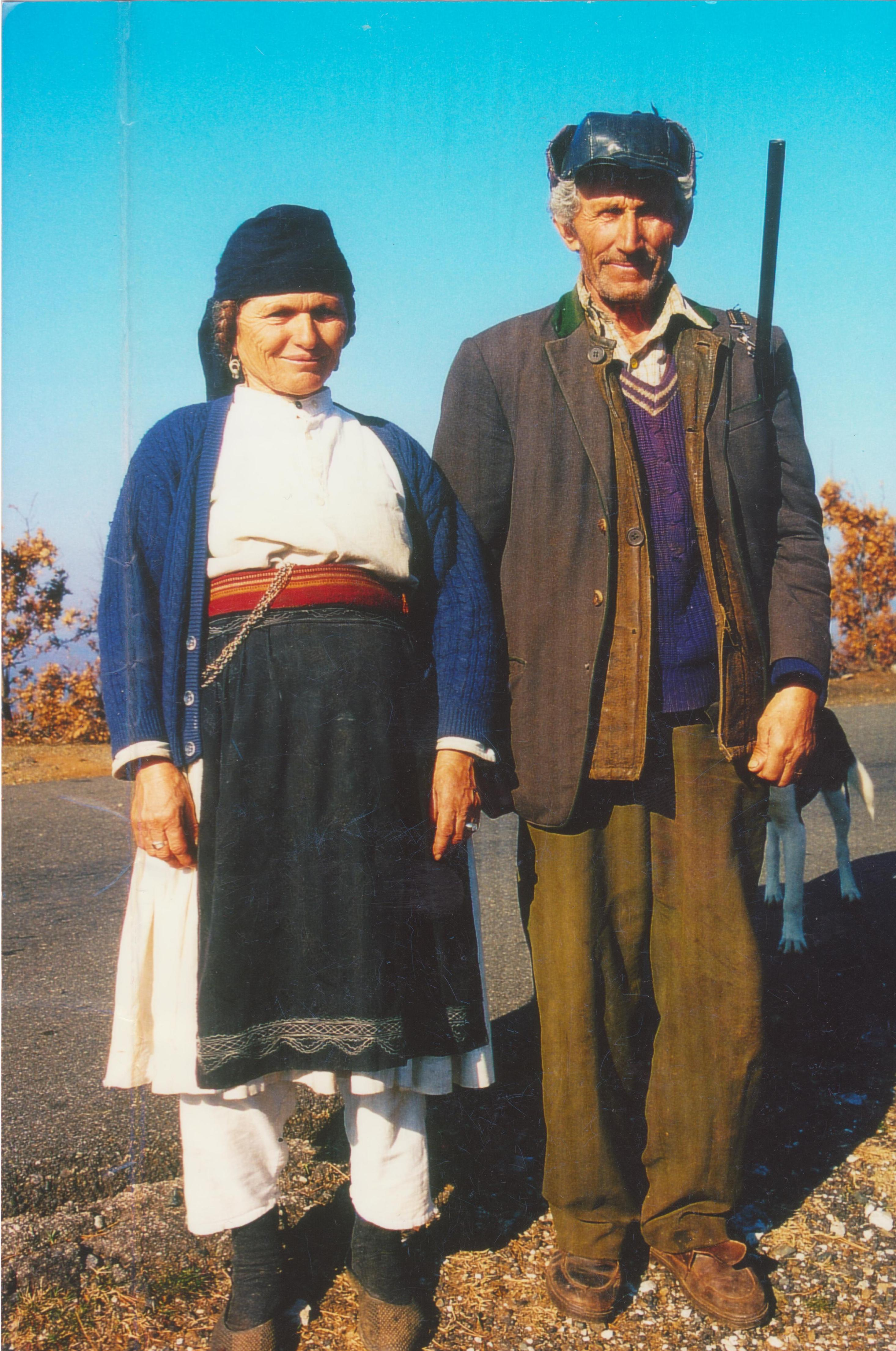
Paar aus den Bergen unterwegs im albanischen Hochland in einer Mischung aus traditioneller und moderner Kleidung (um 2003)

Jedoch ist ältere oder ländliche Kleidung auch in den Städten von vielen Leuten weiter getragen worden, besonders in Tirana, Elbasan und Shkodra. So beschreiben viele Berichte und Fotos aus den 1920er Jahren die bunte Vielfalt der Kleidung in den albanischen Städten: Neben westlichen Anzügen gab es eine Vielfalt an orientalischer Kleidung sowie ländlichen Trachten aller Landesteile und alle denkbaren Mischungen dieser Kleidungsstücke. Seit den 1950er Jahren werden die traditionellen Trachten immer seltener und nur noch zu besonderen Anlässen angezogen – bei Männern verdrängt durch einen einfachen Anzug, der bei älteren Männern noch immer omnipräsent ist und zum Teil auch bei Feldarbeit getragen wird, bei Frauen durch einfache Kleider. Die Filzkappe Qeleshe wird noch immer von einigen älteren ländlichen Männern aus Nordalbanien und Kosovo getragen, zum Teil auch nach dem Umzug in die Hauptstadt Tirana. Es verschwindet aber immer mehr aus dem Alltag. Auch die in den 1990er Jahren noch häufigen Trachten von Marktbesucherinnen in nordalbanischen Städten werden heute immer seltener.

## Bilder

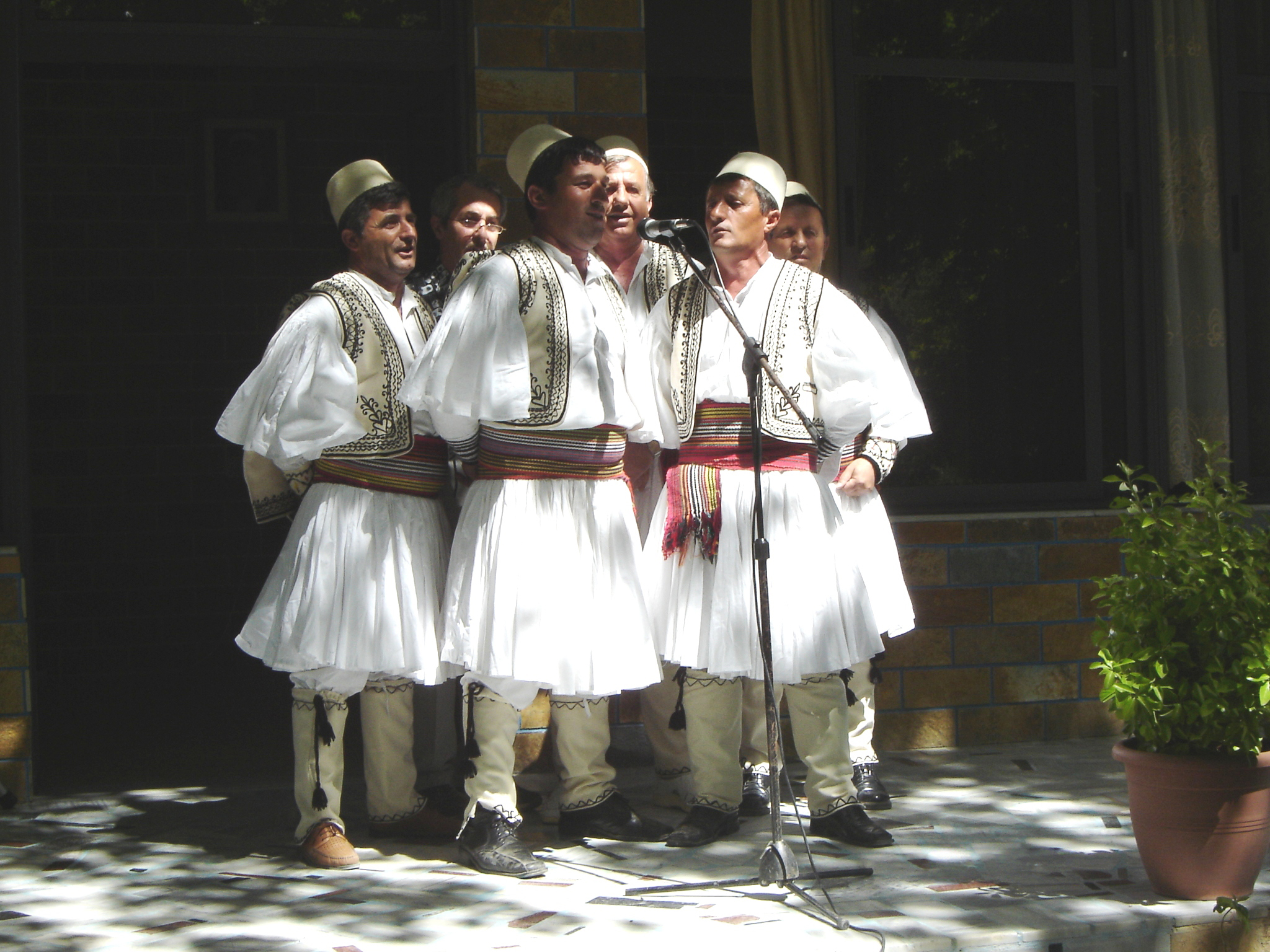
Folkloregruppe aus Skrapar in Fustanella
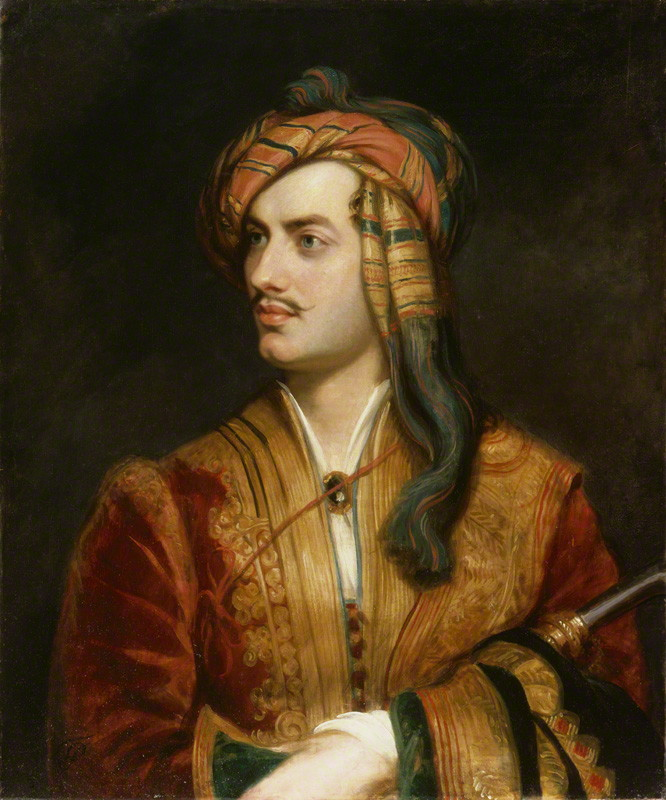
Lord Byron in südalbanischer Tracht (Gemälde von Thomas Phillips (1835))
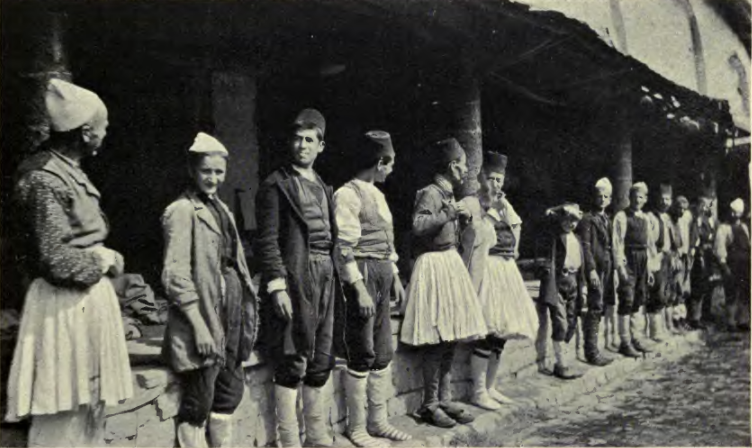
Verschiedene Trachten in einem albanischen Bazar (1906)
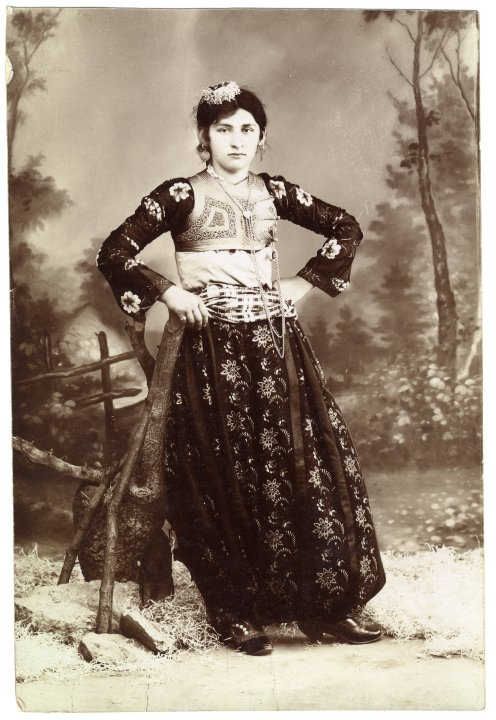
Frau aus Shkodra (um 1910)
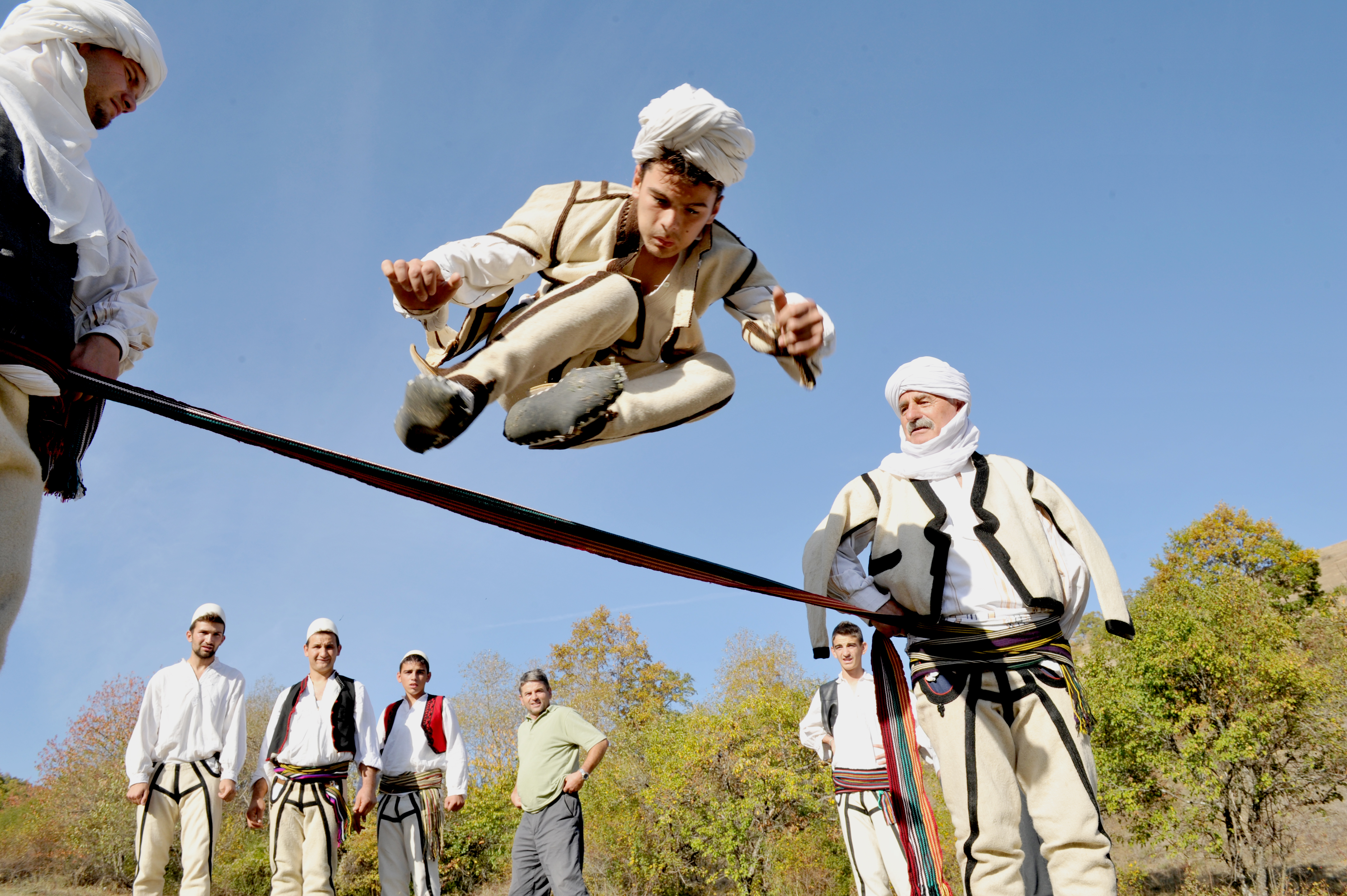
Trachten aus dem Kosovo